# Chleny
Chleny település Csehországban, Rychnov nad Kněžnou-i járásban. Chleny Vrbice, Krchleby, Borovnice, Potštejn, Doudleby nad Orlicí és Lhoty u Potštejna településekkel határos. Lakosainak száma 211 fő (2024. január 1.).

## Népesség
A település lakosságának változását az alábbi diagram mutatja:
| Lakosok száma | 360  | 397  | 318  | 267  | 236  | 236  | 221  | 214  | 213  | 211  |
|               | 1869 | 1890 | 1921 | 1950 | 1980 | 2001 | 2017 | 2019 | 2022 | 2024 |